# Phytomyza senecionis
Phytomyza senecionis is een vliegensoort uit de familie van de mineervliegen (Agromyzidae). De wetenschappelijke naam van de soort is voor het eerst geldig gepubliceerd in 1869 door Kaltenbach.
Hij komt voor op:
- Jacobaea paludosa
- Jacobaea subalpina
- Senecio nemorensis
- Senecio ovatus
- Senecio sarracenicus